# 鋸灰蝶屬
鋸灰蝶屬（學名：Orthomiella）是灰蝶科眼灰蝶亞科中的一個屬。分布於古北界至東洋界的地區，包括印度、北部至台灣一帶。

## 物種
- 福建鋸灰蝶 Orthomiella fukienensis Forster, 1941
- 鋸灰蝶 Orthomiella pontis （Elwes, 1887）
- 巒大鋸灰蝶 Orthomiella rantaizana （Wileman, 1910）
- 中華鋸灰蝶 Orthomiella sinensis （Elwes, 1887）

## 外部連結
- 維基物種上的相關：鋸灰蝶屬